# Вила Карбоњани (Парма)
Вила Карбоњани је насеље у Италији у округу Парма, региону Емилија-Ромања.
Према процени из 2011. у насељу је живело 52 становника. Насеље се налази на надморској висини од 195 м.